# بی‌عشق (ترانه آلیس گلس)
«بی‌عشق» (به انگلیسی: Without Love) ترانه‌ای از خواننده-ترانه‌پرداز کانادایی آلیس گلس می‌باشد که در ۱۰ اوت سال ۲۰۱۷ از سوی لوما ویستا رکوردینگز به‌عنوان تک‌آهنگ اصلی نخستین ئی‌پی گلس منتشر گردید.